# Isabella Löwengrip
Isabella Desirée Löwengrip également connu comme "Blondinbella" est une entrepreneure et blogueuse suédoise.

## Biographie
Isabella Löwengrip est née le 21 octobre 1990 à Järfälla. Elle grandit dans la banlieue de Stockholm, à Jakobsberg. À l'âge de 4 ans, ses parents divorcent. À 14 ans, elle décide de quitter ses parents et part vivre seule ; son but affiché est de devenir la femme la plus puissante du monde.
Au cours de sa scolarité, elle est politiquement active dans le Parti Modéré, via la Ligue de la Jeunesse Modérée (Moderata ungdomsförbundet, MUF) qu'elle rejoint durant son lycée ; elle quitte le parti en 2015.

### Lancement de son blog
En septembre 2005, à l'âge de 14 ans, Isabella Löwengrip ouvre le blog Blondinbella, qui fait d'elle l'une des influenceuses les plus connues de Suède. En 2008, elle lance la plate-forme Spotlife, où elle blogue également. En 2010, Blondinbella.se est le plus grand blog privé de Suède et elle est nommée Business Networker of the Year par le Business Network International. Son site devient ensuite le plus grand blog des pays nordiques avec plus d'un million de visiteurs uniques par mois.
Löwengrip s'inspire de séries américaines, mettant en scène une jeunesse aisée, dans des décors de rêve, pour créer un univers fascinant son auditoire. Elle explique dans une interview en 2019 que ce choix permettait aux entreprises avec lesquelles elle collaborait d'avoir un meilleur taux de conversion.

### Carrière entreprenariale
En 2007, elle fonde sa première entreprise, Bellme AB, société de vente de produits de beauté naturels en ligne. Dans le même temps, les services sociaux contactent sa mère, s'inquiétant de la consommation d'alcool qu'elle affiche.
Elle est présidente du conseil d'administration de « VJ since1890 » (qu'elle quitte en 2014), et participe à un certain nombre de programmes de divertissement, à la fois comme hôte ou invitée.
En 2008, Löwengrip participe à la version suédoise de Danse avec les Stars, appelé Let's Dance, en tant que célébrité. En 2009, elle est engagée par la chaîne MTV pour bloguer la cérémonie des MTV Video Music Awards 2009 à New York.

En 2010, elle publie l'ouvrage Egoboost, et l'année suivante la revue Egoboost Magazine, dont elle est rédactrice en chef jusqu'en 2012.

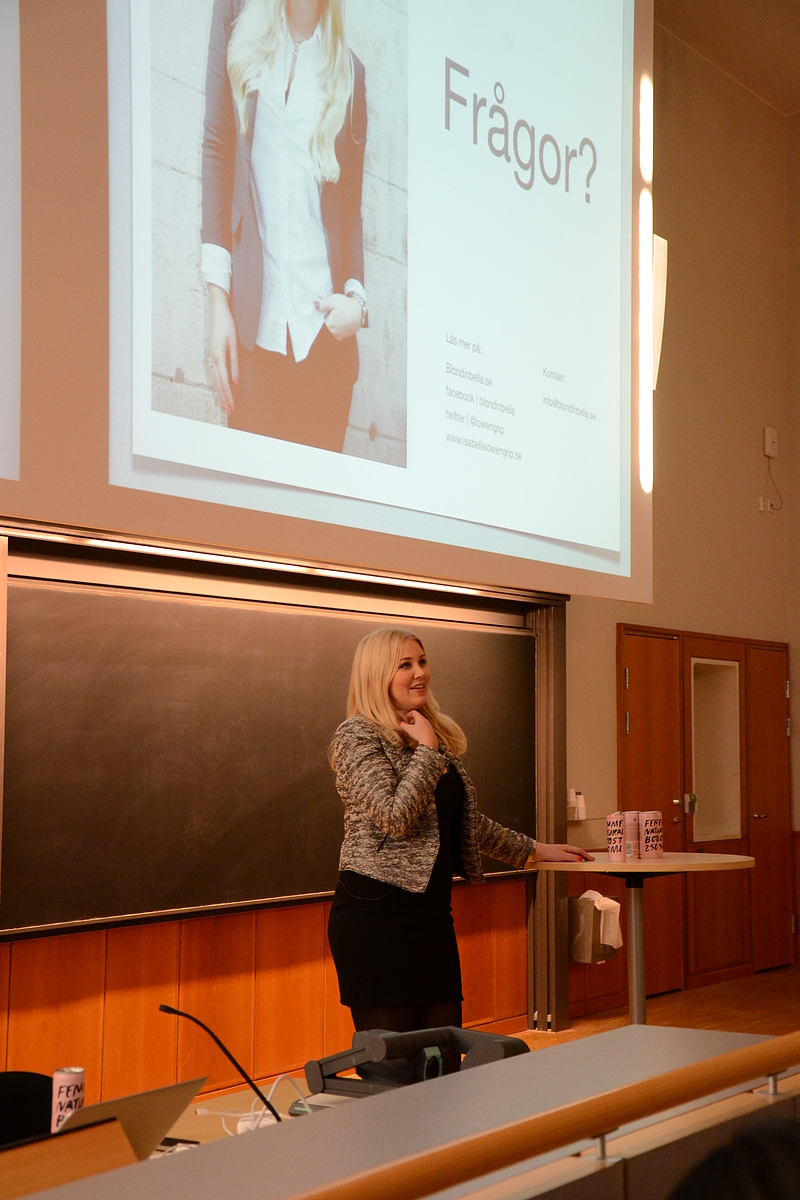
Isabella Löwengrip lors d'une conférence au Royal Institute of Technology (KTH) de Stockholm

En 2018, le magazine économique suédois Veckans Affärer (en) la désigne « femme d’affaires de l’année ». Elle prend un appartement dans l'Upper East Side, quartier huppé de New York.

### Chute
En avril 2019, un site indique que ses collaborateurs gonflent le nombre de ses followers, à sa demande. En novembre de la même année, elle est accusée de rémunérer des commentaires sur son compte Instagram. Des partenaires commerciaux l'abandonnent, et en janvier 2020, elle cesse son activité d’influenceuse et licencie l'ensemble de ses employés.

### Entrepreneuriat
Elle est la fondatrice et la propriétaire de plusieurs compagnies :
- Blondinbella
- Spotlife Europe
- Löwengrip Invest : investit dans le commerce en ligne et les services d'internet, avec un accent particulier sur les jeunes et nouveaux entrepreneurs[11].
- Economista : une maison d'édition qui produit des livres et un podcast sur les finances personnelles[12].
- Löwengrip Care & Color (LCC) : développe des produits capillaires et épidermiques pour le marché suédois depuis 2012[13].
- Flattered : produit des ballerines d'intérieur et d'extérieur[14].

### Vie privée
Le 31 août 2013, elle se marie avec Odd Spångberg. Ils ont deux enfants ensemble. Le 11 mai 2017, Löwengrip annonce sur son blog qu'ils divorcent.

## Ouvrages
- Egoboost
- Economista (avec Pingis Hadenius)
- Babyboost!